# دیوید الان بروملی
دیوید الان بروملی (انگلیسی: David Allan Bromley؛ زاده ۴ مهٔ ۱۹۲۶ درگذشته ۱۰ فوریهٔ ۲۰۰۵) یک فیزیک‌دان در زمینه فیزیک، علم، و فناوری اهل ایالات متحده آمریکا بود.